# Psychotria chrysanthoides
Psychotria chrysanthoides är en måreväxtart som beskrevs av Seymour Hans Sohmer. Psychotria chrysanthoides ingår i släktet Psychotria och familjen måreväxter. Inga underarter finns listade i Catalogue of Life.